# Valletta FC
Valletta FC is een voetbalclub uit de Maltese hoofdstad Valletta.
De club werd in 1904 opgericht als Valletta United en won de landstitel in 1915 en 1932. Twee jaar later veranderde de club zijn naam in Valletta City en in 1939 in Valletta St. Paul's AFT. De huidige naam werd in 1944 aangenomen na een fusie met Valletta Prestons. Als Valletta FC was de club het succesvolste en won nog drieëntwintig titels.
In het seizoen 2009/10 waren de Nederlanders Ton Caanen (hoofdcoach), Jordi Cruijff (assistent-trainer/speler) en Geert den Ouden (speler) werkzaam bij Valletta.
Op 24 januari 2014 werd Jong Vitesse trainer André Paus aangesteld als nieuwe hoofdtrainer. Diezelfde dag werd ook Ted van Leeuwen, voormalig technisch directeur van Vitesse, aangesteld voor de functie als technisch directeur bij de Maltese club. Beiden zijn later in 2014 overgestapt naar Anorthosis Famagusta.
In 2024 degradeerde de club voor het eerst naar de tweede klasse. Normaliter eindigde de club comfortabel met 11 punten boven de tweede degradant, maar doordat de competitie herleid werd van 14 naar 12 clubs degradeerden er dat seizoen vier clubs. 

## Erelijst
Landskampioen
(25x) in 1915, 1932; 1945, 1946, 1948, 1959, 1960, 1963, 1974, 1978, 1980, 1984, 1990, 1992, 1997, 1998, 1999, 2001, 2008, 2011, 2012, 2014, 2016, 2018, 2019
Beker van Malta
Winnaar (13x) in 1960, 1964, 1975, 1977, 1978, 1991, 1995, 1996, 1997, 1999, 2001, 2010, 2018
Supercup
(12x) in 1990, 1995, 1997, 1998, 1999, 2001, 2008, 2011, 2012, 2016, 2018, 2019

## Valletta FC in Europa
Valletta FC speelt sinds 1963 in diverse Europese competities. Hieronder staan de competities en in welke seizoenen de club deelnam:
- Champions League (12x)

1992/93, 1997/98, 1998/99, 1999/00, 2001/02, 2008/09, 2011/12, 2012/13, 2014/15, 2016/17, 2018/19, 2019/20
- Europacup I (6x)

1963/64, 1974/75, 1978/79, 1980/81, 1984/85, 1990/91
- Europa League (8x)

2009/10, 2010/11, 2013/14, 2015/16, 2017/18, 2018/19, 2019/20, 2020/21
- Europacup II (7x)

1964/65, 1975/76, 1977/78, 1983/84, 1991/92, 1995/96, 1996/97
- UEFA Cup (8x)

1972/73, 1979/80, 1987/88, 1989/90, 1993/94, 1994/95, 2000/01, 2003/04
- Intertoto Cup (2x)

2002, 2005

## Bekende (ex-)spelers
- Michael Mifsud
- Jordi Cruijff
- Djamel Leeflang
- Geert den Ouden
- André Krul
- Jason Vandelannoite

## Bekende (ex-)trainers
- Ton Caanen
- Jordi Cruijff
- André Paus

Birkirkara · 
Floriana · 
Gzira United · 
Ħamrun Spartans · 
Hibernians · 
Marsaxlokk ·
Melita FC ·
Mosta · 
Sliema Wanderers ·
Tarxien Rainbows ·
Valletta FC ·
Żabbar St. Patrick FC